# 糙低線鱲
糙低線鱲（学名：Barilius ponticulus）为輻鰭魚綱鯉形目鲤科低線鱲屬的一個種，該物種主要分布於亞洲泰國，棲息在中底層水域。

## 扩展阅读
維基物種上的相關：糙低線鱲